# Oltregiuba
L'Oltregiuba (in lingua somala nota sia come Jubaland che Dooxada Juba) è uno dei cinque Stati federati che formano la repubblica federale della Somalia, situato nella sua estremità meridionale a sud del fiume Giuba.
Si è costituito come Stato autonomo nel 1998, seguendo l'esempio del Puntland, ed è entrato a far parte della Repubblica federale somala nel 2012. La sua capitale è Chisimaio.
È suddiviso nelle regioni amministrative di Ghedo, Medio Giuba e Basso Giuba.

## Geografia
Il territorio è compreso tra il corso del fiume Giuba ad est ed il confine con il Kenya ad ovest (da ciò si spiega la derivazione del nome italiano "Oltregiuba" e di quello inglese "Trans-Juba"), è bagnato a Sud dalle acque dell'Oceano Indiano ed è formato da un altopiano steppico e semidesertico, percorso da corsi d'acqua a regime irregolare.
La capitale, Chisimaio, è sulla costa presso la foce del fiume Giuba.
Le principali attività economiche sono l'agricoltura (cereali e cotone), la pastorizia nomade e la pesca.

## Storia

Francobollo italiano dell'Oltregiuba.

### Epoca medievale
Nel medioevo, tra i fiumi Giuba e Scebeli fiorì il Sultanato di Ajuran,, un impero che dominò il commercio nell'Oceano Indiano fino alle coste dell'India e della Cina, e grazie alla forte amministrazione centrale e alla potenza militare resistette con successo alle invasioni del popolo Oromo dall'interno ed ai tentativi di conquista da parte dell'Impero portoghese. L'eredità del sultanato di Ajuran è ancora presente nelle storiche fortificazioni d'epoca medievale, città e necropoli, nonché mulini e cisterne per lo sfruttamento della risorsa idrica nell'agricoltura. La famiglia reale, la casa di Garen, stabilì il suo dominio egemonico tramite guerre ed alleanze commerciali, e, data la natura teocratica del suo governo, molte regioni e popoli limitrofi furono convertiti all'Islam in questo periodo.  Il governo tirannico degli ultimi sovrani Ajuran causò una serie di ribellioni nel sultanato alla fine del XVII secolo e la sua frantumazione in molti regni, di cui il principale fu il Sultanato di Geledi, della casa dii Gobroon.

### Il dominio omanita
L'Oltregiuba fu dominato dal Sultanato di Mascate e Oman dal 1836 fino al 1861, quando il nuovo Sultanato di Zanzibar si separò da Mascate e Oman e prese il controllo dei territori africani.
Il 7 novembre 1890 Zanzibar divenne un protettorato britannico e il 1º luglio 1895 cedette tutte le sue regioni costiere nell'Africa Orientale ai britannici. Insieme con le altre regioni di Zanzibar nella zona, l'Oltregiuba divenne parte della colonia britannica del Kenya.

### Colonia italiana
L'Oltregiuba, in base all'art. 13 del Patto di Londra, fu ceduta al Regno d'Italia col protocollo italo-britannico del 15 luglio 1924 e annessa alla Somalia italiana con R.D.L. 7 maggio 1925 dietro indennizzo annuo al sultano di Zanzibar di 1000 sterline oltre al pagamento di 25.000 sterline una tantum.
Come colonia italiana ebbe una breve esistenza come Colonia d'Oltregiuba, sotto il governatorato (16 luglio 1924 - 31 dicembre 1926) di Corrado Zoli. Il 30 giugno 1926 fu incorporata nella confinante colonia della Somalia italiana. Nel 1926 la popolazione ammontava a 120.000 abitanti, tutti appartenenti a tribù somale.
Nel 1941 fu occupata dai britannici fino al 1950. Da quell'anno fino al 1960, insieme alla Somalia italiana, fu sotto amministrazione fiduciaria italiana.

### L'indipendenza
Il 1º luglio 1960, l'Oltregiuba, assieme al resto della Somalia italiana e della Somalia britannica, divenne parte della indipendente Repubblica Somala.
Le due regioni del Giuba (Basso ed Alto Giuba), per via della prosperità portata da uno dei due soli fiumi somali nonché del porto di Chisimaio, divennero terre ambite da molti clan somali, dai Darod/Marehan dell'epoca di Mohammed Siad Barre (lui stesso Marehan) agli Hauia/Habr Ghedir dell'Alleanza della Valle del Giuba (Juba Valley Alliance: JVA) che controllò Chisimaio e la regione fino alla prima conquista da parte degli Shabāb, dapprima interessati soprattutto a vanificare ogni sforzo negoziale fra il Governo Federale Transitorio (GFT) del Presidente Abdullahi Yusuf e le Corti Islamiche di Sheikh Sharif Sheikh Ahmed e Sheikh Hassan Dahir Aweys. La conquista di Chisimaio da parte Shabāb, nel settembre 2006, con evidente incoraggiamento eritreo, fece parte della strategia che attrasse l'Etiopia a invadere la Somalia nel dicembre di quell'anno, con l'incoraggiamento statunitense.
Dopo il gennaio 2007, il Presidente (migiurtino) Abdullahi Yusuf Ahmed cerca di acquisire Chisimaio al controllo dei membri del suo clan (uno dei tanti clan presenti a Chisimaio) e tenta di conquistare la città con la forza. Ma nel luglio 2007 un'alleanza incentrata sui Darod/Marehan mette in fuga i migiurtini e crea un'Amministrazione provvisoria sostanzialmente simile alla JVA.
Il 22 agosto 2009, tuttavia, gli Shabāb riconquistano Chisimaio assieme alle forze dell'anziano sceicco fondamentalista (Darod/Ogadeno) Hassan Turki. Gli Shabāb pongono quale Governatore del Giuba Ibrahim Haji Mead, detto "al-Afghani" (per via del suo periodo attivo a fianco dei Talebani in Afghanistan): un uomo del nord (Dir/Issak), originario del Somaliland. In tal modo, gli Shabāb traducono la loro dichiarata estraneità al clanismo somalo, a favore di amministrazioni islamiche supra-claniche.
Chisimaio diverrà una delle principali fonti di reddito per gli Shabāb e, praticamente, la loro capitale.
Ogni tentativo di sloggiarli dal Giuba risulterà in seguito viziato da favoritismi clanici, impedendo ai clan principali presenti a Chisimaio di considerare alcuna diversa ipotesi che il sostegno agli Shabāb.
Il 28 settembre 2012, le truppe keniote della forza dell'Unione Africana conquistano Chisimaio, infliggendo un duro colpo all'organizzazione degli Shabāb in Somalia.